# Transkritische Bifurkation

Illustration der transkritischen Bifurkation. Die stabile (rot) Ruhelage wird instabil (blau) und umgekehrt.

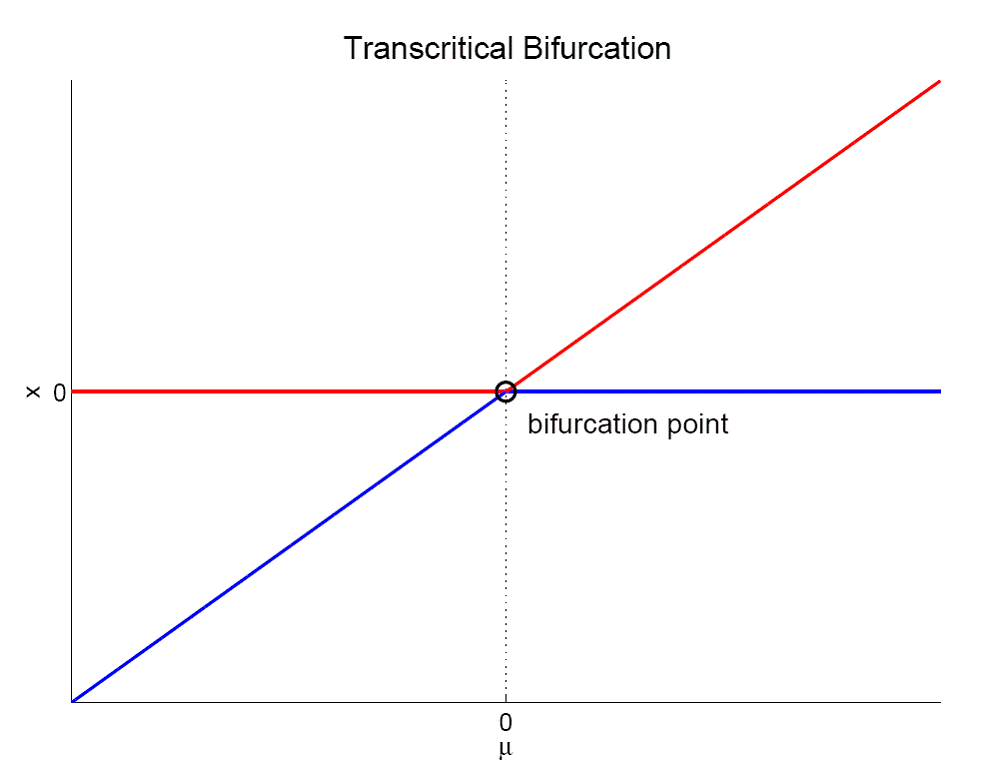
Bifurkationsdiagramm einer Transkritischen Bifurkation. Stabile Fixpunkte sind rot, instabile blau dargestellt.

Die transkritische Bifurkation beschreibt einen Vorgang, bei dem die Stabilität („anziehend“ oder „abstoßend“) zweier Ruhelagen eines Systems vertauscht wird. Sie ist damit ein bestimmter Typ einer Bifurkation eines nichtlinearen Systems.
Die Normalform der transkritischen Bifurkation ist:
{\displaystyle {\frac {\mathrm {d} x}{\mathrm {d} t}}=\mu x-x^{2},}
wobei {\displaystyle \mu } der Bifurkationsparameter ist.
Die transkritische Bifurkation hat folgende Gleichgewichtspunkte:
{\displaystyle x_{1}^{*}=0}
{\displaystyle x_{2}^{*}=\mu }
Setzt man {\displaystyle x=(x_{1/2}^{*}+\delta )} mit {\displaystyle \delta \ll 1} in die Normalform ein (d. h. man stört den Fixpunkt) und vernachlässigt alle Terme der Ordnung {\displaystyle \delta ^{2}}, erhält man
{\displaystyle {\frac {\mathrm {d} \delta }{\mathrm {d} t}}={\begin{cases}\;\;\mu \delta \;\;\;\mathrm {bei} \;x_{1}^{*}\\-\mu \delta \;\;\;\mathrm {bei} \;x_{2}^{*}\end{cases}}}
für die zeitliche Entwicklung der Störung {\displaystyle \delta }.
Für {\displaystyle \mu <0} ist also {\displaystyle x_{1}^{*}} ein stabiler Fixpunkt (d. h. die Störung nimmt mit der Zeit ab) und {\displaystyle x_{2}^{*}} ein instabiler (die Störung wächst). Für {\displaystyle \mu >0} ist es umgekehrt. Bei dem kritischen Wert des Bifurkationsparameters {\displaystyle \mu =0} ist der (in diesem Fall einzige) Fixpunkt {\displaystyle x^{*}=0} indifferent stabil.

## Diskretes System
Die diskrete logistische Abbildung
{\displaystyle x_{n+1}=rx_{n}(1-x_{n})}
folgt ebenfalls einer transkritischen Bifurkation. Sie besitzt die Fixpunkte {\displaystyle x_{1}^{*}=0} und {\displaystyle x_{2}^{*}=1-{\frac {1}{r}}}. Der Ursprung {\displaystyle x_{1}^{*}} ist hier stabil für {\displaystyle r<1} und instabil für {\displaystyle r>1}, während {\displaystyle x_{2}^{*}} für {\displaystyle 1<r<3} stabil ist und diese Stabilität für {\displaystyle r>3} verliert.
Die logistische Gleichung kann aus der kontinuierlichen Normalform durch den Übergang {\displaystyle \mathrm {d} x/\mathrm {d} t\rightarrow x_{n+1}-x_{n}} und die Transformation {\displaystyle x_{n}/(1+\mu )\rightarrow x_{n},\,r=1+\mu } gewonnen werden.

## Beispiel
Bei einem logistischen Wachstum ist die zeitliche Änderung einer Ressource {\displaystyle R} proportional zu ihrem derzeitigen Wert und zur Differenz dieses Werts von einer Schranke {\displaystyle S}, zum Beispiel bei der Anzahl an Tieren in einem bestimmten Gebiet. Die Proportionalitätskonstante sei {\displaystyle p}. Tritt zusätzlich ein Konsum dieser Ressource proportional zu ihrer momentanen Verfügbarkeit mit Proportionalitätskonstante {\displaystyle k} auf, beispielsweise durch Bejagung, dann lautet die Differentialgleichung
{\displaystyle {\frac {\mathrm {d} R}{\mathrm {d} t}}=pR(S-R)-kR=(pS-k)R-pR^{2}}
Dies lässt sich durch die Variablentransformation {\displaystyle x=pR} in die Normalform überführen und man identifiziert {\displaystyle \mu =pS-k}. Für {\displaystyle k>pS} ist also {\displaystyle R_{1}=0} ein stabiler Fixpunkt: Würde ein Tier in das Gebiet ausgesetzt, würden die Jäger dieses sofort schießen und ein Anwachsen unterbinden. Der Fixpunkt {\displaystyle R_{2}=S-k/p} ist hingegen instabil: Schießen die Jäger auch nur kurzzeitig zu viel Wild, kann es sich nicht erholen und stirbt bei gleichbleibender Bejagung aus (strebt gegen {\displaystyle R_{1}}). Für {\displaystyle k<pS} ändert sich das Verhalten der Fixpunkte: {\displaystyle R_{1}} wird instabil, bei kurzzeitiger Erhöhung der Population wird nicht genügend Wild geschossen, um ein Anwachsen auf den Fixpunkt {\displaystyle R_{2}} zu verhindern. Dieser ist stabil, das heißt, sowohl bei kurzzeitig zu viel als auch zu wenig geschossenem Wild schwankt die Population nur um {\displaystyle R_{2}}.